# Antioco III
Antioco il Grande (in greco antico: Ἀντίoχoς Μέγας?, Antíochos Mégas; 241 a.C. circa – 3 luglio 187 a.C.), chiamato nella storiografia moderna Antioco III, è stato un sovrano seleucide, figlio di Seleuco II Callinico, che governò dal 222 a.C. fino alla sua morte.
La definizione tradizionale, il Grande, viene dal fraintendimento di Megas Basileus (Grande re), il titolo classico dei re Persiani, che Antioco adottò. Egli era il sesto sovrano a succedere a Seleuco I.
Salito al trono all'età di circa diciotto anni, le sue prime campagne militari contro l'Egitto tolemaico furono infruttuose, ma negli anni successivi Antioco riportò numerose vittorie in battaglia ed espanse i territori del proprio impero. Restaurando la vecchia gloria dei suoi domini, però, Antioco entrò in contrasto con la nascente potenza della repubblica romana: il confronto sfociò nella cosiddetta Guerra romano-siriaca.
Dichiarandosi "campione della libertà ellenistica contro il dominio di Roma", Antioco combatté il nemico per quattro anni sia in Asia minore sia in Grecia stessa, il re seleucide fu sconfitto definitivamente nella battaglia di Magnesia (190 a.C.). Antioco morì tre anni dopo in una campagna in oriente nell'Elimaide.

## Biografia

### Primi anni
Antioco ereditò uno stato notevolmente disorganizzato: non solo l'Asia Minore si era staccata, ma le stesse province orientali si erano ribellate con successo, la Battriana sotto il greco Diodoto di Battriana, e la Partia sotto il capo nomade Arsace I. Poco dopo la salita al trono di Antioco, la Media e la Persia si ribellarono sotto i loro governatori, i fratelli Molone ed Alessandro.
Il giovane re, sotto l'influenza del ministro Ermia, autorizzò l'attacco della Giudea invece di andare personalmente ad affrontare i ribelli. L'attacco della Giudea fallì e il generale mandato contro Molone ed Alessandro andò incontro al disastro. Solo in Asia Minore il cugino del re, il capace Acheo, rappresentante dei seleucidi, fece aumentare il prestigio del re sconfiggendo le forze di Pergamo e respingendole oltre i confini precedenti.
Nel 221 a.C. Antioco stesso andò contro il regno ribelle di Molone e di Alessandro che venne sconfitto e cadde. La sottomissione della Media Minore, che ottenne l'indipendenza sotto Artabazane, fu conseguente. Nello stesso anno entrò in guerra con l'Egitto per il possesso della Celesiria e ritornò in Siria nel 220 a.C. dopo essersi liberato di Ermia, che venne assassinato. Nel frattempo Acheo si era ribellato e si era autonominato re nell'Asia Minore. Ma, dato che le forze di Acheo non erano sufficienti da permettergli un attacco alla Siria, Antioco decise di lasciare Acheo momentaneamente e attaccare nuovamente la Giudea.

### La guerra contro l'Egitto e la spedizione orientale
Dopo aver risolto il problema degli usurpatori, Antioco reclamò la Celesiria, allora possedimento dei Tolomei, ma considerata da Antioco un territorio che spettava di diritto alla dinastia Seleucide: cominciò così il conflitto noto come quarta guerra siriaca. Iniziò dunque le ostilità contro il regno d'Egitto riconquistando la città di Seleucia di Pieria, città ancestrale dei Seleucidi, caduta in mano dei Tolomei dopo la disastrosa terza guerra siriaca. I numerosi successi del 219 a.C. e del 218 a.C. portarono le armate seleucidi ai confini dell'Egitto, ma nel 217 a.C. Tolomeo IV si scontrò con Antioco nella Battaglia di Raphia e gli inflisse una grave sconfitta che vanificò tutti i successi dei due anni precedenti e spinse gli eserciti seleucidi verso il nord, nel Libano. Ciononostante Tolomeo non proseguì la guerra, e pago di avere riconquistato facilmente la Celesiria, impose ad Antioco delle condizioni di pace assai moderate, consentendogli persino di conservare Seleucia.
Nel 216 a.C. Antioco tornò verso nord per combattere con Acheo, e nel 214 a.C. lo sconfisse e lo spinse a Sardi. Antioco riuscì a conquistare Sardi (vedi Polibio): Acheo resistette nella rocca, ma fu tradito da un uomo che i ministri Tolemaici avevano inviato per salvarlo, catturato e consegnato ad Antioco, che lo fece immediatamente uccidere. Non riuscì tuttavia a prendere la rocca fino al 213 a.C. quando la vedova di Acheo, Laodice, si arrese: le province Seleucidi in Asia Minore erano tornate in mano al re legittimo.
Avendo recuperato la zona centrale dell'Asia Minore Antioco si spinse a recuperare le province perdute del nord e dell'est, anche a causa del fatto che il governo seleucide decise di tollerare le dinastie della Bitinia, di Eumene di Pergamo e di Ariarate IV di Cappadocia. A questi ultimi due sovrani diede le proprie figlie in matrimonio. Obbligò Serse di Armenia ad accettare la sua supremazia nel 212 a.C. Nel 209 a.C. Antioco invase la Partia con successo, occupando la capitale Hecatompylos e spingendosi fino all'Ircania. Il re parto Arsace II chiese, con apparente successo, la pace. Il 208 a.C. vide Antioco nella Battriana, dove un altro greco, Eutidemo I, aveva soppiantato (230 a. C. circa) Diodoto II. Antioco vinse la battaglia dell'Ario, in cui si comportò valorosamente, essendo ferito alla bocca e perdendo alcuni denti; dopo un lungo assedio alla capitale battriana (la moderna Balkh), durato fino al 206 a.C., Eutidemo, con la minaccia di far avanzare contro Antioco i Saci-Massageti dalla steppa, ottenne una pace onorevole con la quale Antioco promise al figlio di Eutidemo, Demetrio, una delle sue figlie in moglie.

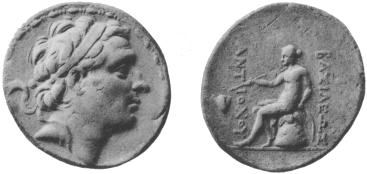
Moneta d'argento di Antioco III. Il rovescio mostrava Apollo seduto su un onfalo. L'iscrizione greca legge ΒΑΣΙΛΕΩΣ ΑΝΤΙΟΧΟΥ, Re Antioco.

Antioco successivamente, seguendo i passi di Alessandro, scese nella valle di Kabul, ricevendo l'omaggio del sovrano indiano Sofagaseno e ritornò verso ovest per il Sistan e la Carmania (206/5 a.C.). Da Seleucia sul Tigri condusse una breve spedizione verso il Golfo Persico contro i Gerrhani della costa Arabica (205 a.C./204 a.C.). Antioco aveva apparentemente restaurato l'impero seleucide nell'est, e i risultati ottenuti gli permisero di ottenere il titolo di "Grande Re". Nel 205 a.C./204 a.C. il piccolo Tolomeo V Epifane successe a suo padre sul trono egiziano, ed Antioco concluse un patto segreto con Filippo V di Macedonia per occupare la Celesiria, la Cilicia, la Fenicia e la Palestina, promettendo al re macedone l'egemonia nell'Egeo (203 a.C.). Poco dopo Filippo, forte di quest'alleanza, cominciò la guerra di Creta, che però lo vide sconfitto.
Antioco attaccò nuovamente la Giudea, e nel 199 a.C. aveva quasi ottenuto il possesso della regione quando gli Etoli, sotto Scopa, la recuperarono per i Tolomei. Ma il recupero fu breve, perché nel 198 a.C. Antioco sconfisse Scopa nella Battaglia di Panea, vicino alle sorgenti del Giordano, una battaglia che segnò la fine del dominio tolemaico in Giudea. È vero anche che pochi anni più tardi, Antioco strinse relazioni amichevoli con Rodi e Bisanzio, e si riavvicinò all'Egitto dei Tolomei, avendo promesso in moglie sua figlia Cleopatra a Tolomeo V, e dando loro in dote, non tanto la Siria meridionale (che aveva occupato dal 201 a.C.), ma il diritto di riscuoterne il suo tributo.

### Guerra contro Roma

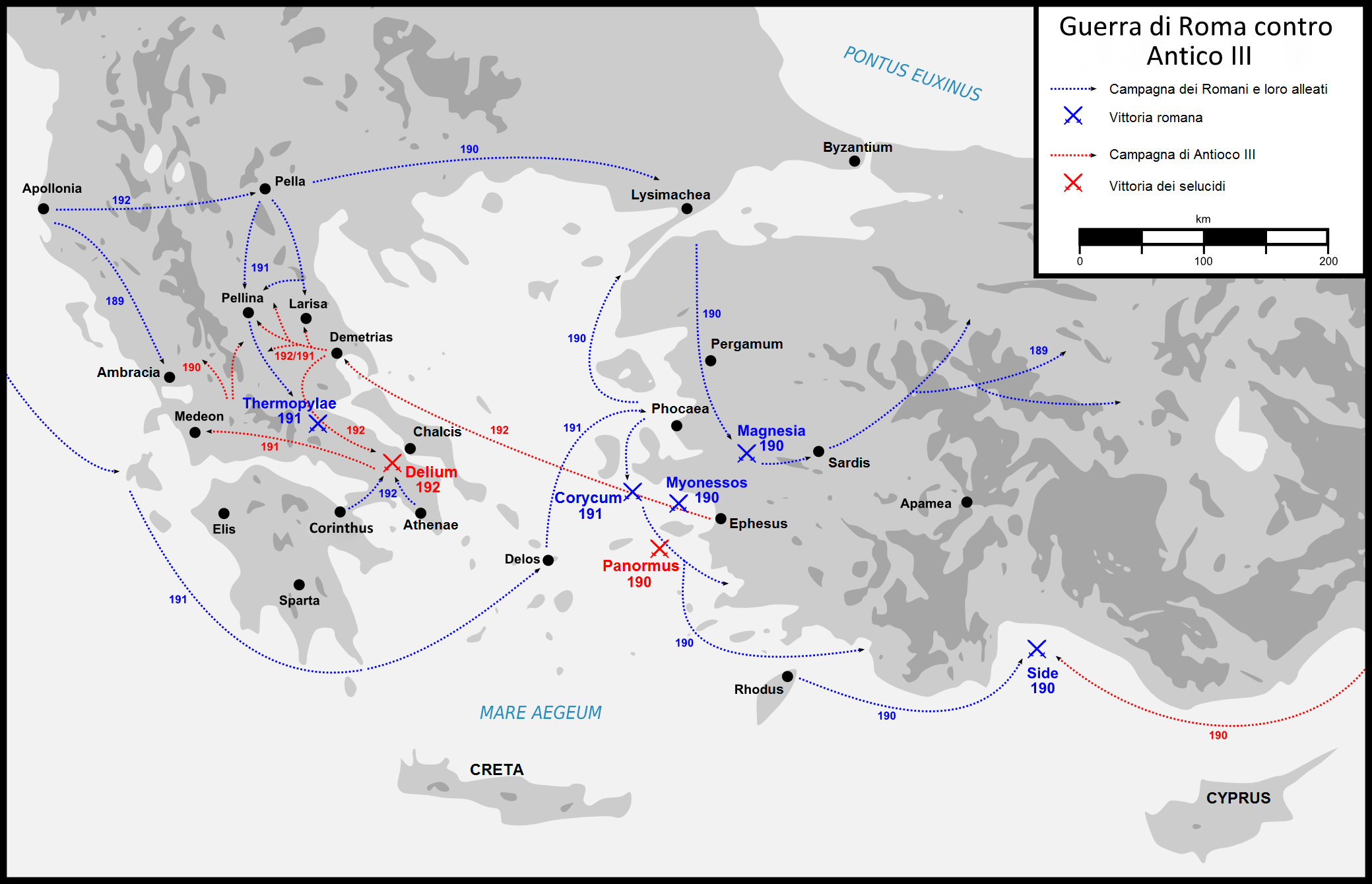
Le fasi salienti della guerra tra Antioco III ed i Romani (192-188 a.C.).

Antioco poi si spostò in Asia Minore per recuperare i possedimenti acquisiti dai Tolomei e delle città greche indipendenti dell'Ellesponto e della Ionia. Ma questa azione lo portò ad inimicarsi Roma, dato che Smirne e Lampsaco chiesero aiuto alla forte repubblica italica. La tensione aumentò ancora quando Antioco, nel 196 a.C., mise piede in Tracia riducendola all'obbedienza anche con la forza. Qui fortificò il Chersoneso Tracico e ricostruì la città di Lysimacheia. Appena i Romani lasciarono la Grecia, Antioco sfruttò l'occasione spinto anche dal fuggitivo Annibale che era suo protetto dal 196-195 a.C.
Nel 192 a.C. Antioco invase la Grecia con 10.000 uomini, avendo inoltre la Lega etolica e altri stati greci come alleati. Nel 191 a.C., i Romani, sotto la guida di Manio Acilio Glabrione però tornarono in Grecia e sconfissero Antioco alle Termopili e lo obbligarono a ripiegare in Asia. Inoltre i Romani proseguirono sconfiggendo Antioco anche in Anatolia, nella battaglia decisiva di Magnesia sul Sipilo vinta dai Romani guidati da Lucio Cornelio Scipione Asiatico nel 190 a.C. In precedenza la flotta seleucide, guidata da Annibale, era stata sconfitta.
Con il Trattato di Apamea (188 a.C.) il re seleucide abbandonò tutti i suoi possedimenti a nord dei monti del Tauro, che Roma distribuì tra i suoi alleati. Come conseguenza della caduta della potenza seleucide, le province imperiali recuperate da Antioco si ribellarono nuovamente.
Antioco morì durante una spedizione verso oriente nel Lorestan, il 3 luglio 187 a.C. Il regno seleucide passò così nelle mani di suo figlio, Seleuco IV Filopatore.

## Ascendenza
|             |       |                     | Genitori              |  |  | Nonni |  |  | Bisnonni  |  |  | Trisnonni |  |
|             |       |                     |                       |  |  |       |  |  | Antioco I |  |  | Seleuco I |  |
|             |       |                     |                       |  |  |       |  |  | Antioco I |  |  | Seleuco I |  |
|             |       | Apama I             |                       |  |  |       |  |  | Antioco I |  |  |           |  |
| Antioco II  |       |                     |                       |  |  |       |  |  | Antioco I |  |  |           |  |
|             |       | Stratonice di Siria | Demetrio I Poliorcete |  |  |       |  |  |           |  |  |           |  |
|             |       | Stratonice di Siria | Demetrio I Poliorcete |  |  |       |  |  |           |  |  |           |  |
|             |       | Stratonice di Siria | Fila                  |  |  |       |  |  |           |  |  |           |  |
| Seleuco II  |       | Stratonice di Siria |                       |  |  |       |  |  |           |  |  |           |  |
|             |       | …                   | …                     |  |  |       |  |  |           |  |  |           |  |
|             |       | …                   | …                     |  |  |       |  |  |           |  |  |           |  |
|             |       | …                   | …                     |  |  |       |  |  |           |  |  |           |  |
| Laodice I   |       | …                   |                       |  |  |       |  |  |           |  |  |           |  |
|             |       | …                   | …                     |  |  |       |  |  |           |  |  |           |  |
|             |       | …                   | …                     |  |  |       |  |  |           |  |  |           |  |
|             |       | …                   | …                     |  |  |       |  |  |           |  |  |           |  |
| Antioco III |       | …                   |                       |  |  |       |  |  |           |  |  |           |  |
|             | Acheo | Seleuco I           |                       |  |  |       |  |  |           |  |  |           |  |
|             | Acheo | Seleuco I           |                       |  |  |       |  |  |           |  |  |           |  |
|             | Acheo | Apama I             |                       |  |  |       |  |  |           |  |  |           |  |
| Andromaco   | Acheo |                     |                       |  |  |       |  |  |           |  |  |           |  |
|             |       | …                   | …                     |  |  |       |  |  |           |  |  |           |  |
|             |       | …                   | …                     |  |  |       |  |  |           |  |  |           |  |
|             |       | …                   | …                     |  |  |       |  |  |           |  |  |           |  |
| Laodice II  |       | …                   |                       |  |  |       |  |  |           |  |  |           |  |
|             |       | …                   | …                     |  |  |       |  |  |           |  |  |           |  |
|             |       | …                   | …                     |  |  |       |  |  |           |  |  |           |  |
|             |       | …                   | …                     |  |  |       |  |  |           |  |  |           |  |
| …           |       | …                   |                       |  |  |       |  |  |           |  |  |           |  |
|             |       | …                   | …                     |  |  |       |  |  |           |  |  |           |  |
|             |       | …                   | …                     |  |  |       |  |  |           |  |  |           |  |
|             |       | …                   | …                     |  |  |       |  |  |           |  |  |           |  |
|             |       | …                   |                       |  |  |       |  |  |           |  |  |           |  |